# Список умерших в 1102 году
В этой статье представлен список известных людей, умерших в 1102 году.
См. также: Категория:Умершие в 1102 году

## Февраль
- 24 февраля — Костандин I — Властелин Армянской Киликии («Властелин гор») из династии Рубенидов. Погиб от удара молнии. По другим источникам, умер в 1103 году

## Март
- 18 марта — Арибо II — пфальцграф Баварии (1041—1055), граф в Нижнем Зальцбурггау из рода Арибонидов.
- 24 марта — Рауль II де Тосни — англонормандский аристократ, сеньор де Тосни и де Конш-ан-Уш (с 1040).

## Май
- 19 мая — Этьен II де Блуа — граф де Блуа (1089—1102), участник и один из руководителей 1-го крестового похода. Погиб во второй битве при Рамле[англ.].
- 25 мая — Михаил IV — Патриарх Коптской православной церкви (1092—1102).
- 27 мая — Этьен (Стефан) I Храбрый — граф Макона (1085—1102), граф Вьенна (1085—1102), пфальцграф Бургундии (1097—1102). Казнён в плену сарацинами после второй битвы при Рамле[англ.].

## Июнь
- 4 июня — Владислав I Герман — князь Польши (1079—1102)
- 22 июня — Альберт III — граф Намюра (1063/1064—1102), регент (вице-герцог) Нижней Лотарингии (1076—1087)

## Июль
- 15 июля — Уолтер II Жиффар — первый граф Бекингем (1097—1102)

## Август
- 27 августа — Гильом де Монфор — епископ Парижский (c 1095).

## Сентябрь
- 14 сентября — Эрменгол V — граф Урхеля (1092—1102).

## Октябрь
- 18 октября — Гуго Великий — граф Вермандуа (1080—1102), основатель второго Дома Вермандуа, один из вождей первого крестового похода. Умер в результате ранений, полученных в арьергардном крестовом походе

## Дата неизвестна или требует уточнения
- Адальберт — антипапа (1101)
- Анна Далассина  — жена (с 1042) византийского военачальника Иоанна Комнина, Мать Алексея Комнина.
- Гислаберт II — граф Руссильона (1074—1102)
- Гуго VI де Лузиньян — сеньор де Лузиньян «Дьявол» (1060—1102), участвовал в первом крестовом походе.
- Домналл мак Тигернайн[англ.] — король Коннахта (1097—1102)
- Жоффруа II Журден — Граф вандомский (1086—1102)
- Квирике IV — царь Кахетии (1084—1102)
- Кербога — сельджукский военачальник, атабек Мосула (1096—1102).
- Императрица Ксианг[англ.] — императрица-консорт Китая (1068—1085), жена императора Шэнь-цзун
- Микьель, Витале I — венецианский дож (1096—1102)
- Се Лянцзо — философ-неоконфуцианец.
- Теодорих — антипапа (1100—1101).
- Фелиция Сицилийская — первая супруга короля Венгрии Кальмана I Книжника.
- Гульельмо Эмбриако — генуэзский купец и полководец, пришедший на помощь крестоносцам во время первого крестового похода.
- Эреянга[англ.] — правитель государства Хойсала (1098—1102)